# Moto Racer 3
Moto Racer 3 é o terceiro jogo da série Moto Racer. Seu antecessor é o jogo Moto Racer 2 lançado em 1998, sendo seu sucessor Moto Racer 4, lançado em 2016. Foi o primeiro jogo da série a oferecer a modalidade de jogo online multiplayer. Outra novidade diz respeito à novos modos de jogo offline. Ao invés de conter apenas os modos speed e cross, nesta versão os modos são: speed, Supercross/Motocross, Freestyle, Trial e Traffic.

## Recepção
Foi o primeiro jogo da série a receber um score apenas mediano, o que pode ter contribuído para o abandono da série. Em grande medida, este escore lhe foi atribuído tendo em vista o confuso menu principal. Recebeu o escore de 69.07% e 66/100 nos websites GameRankings e Metacritic, respectivamente.